# Sands Macao
Sands Macao Hotel, kinesiska: 澳门金沙酒店, kallas endast för Sands Macao, kinesiska: 澳门金沙, är både ett kasino och ett hotell som ligger i Sé i Macao i Kina. Den ägs och drivs av det kinesiska kasinoföretaget Sands China, dotterbolag till det amerikanska Las Vegas Sands. Hotellet har 289 hotellrum medan kasinot har en spelyta på 16 351 kvadratmeter (m2).

## Historik
Efter att kasinot The Venetian Las Vegas hade uppförts i maj 1999 i Las Vegas, Nevada i USA, började Las Vegas Sands och dess styrelseordförande Sheldon Adelson sondera efter nya marknader där man kunde uppföra nya kasinon på. Den 20 december samma år överlämnade Portugal sin koloni Macao till Kina. År 2002 upphörde det fyra decennier-långa monopolet, som den lokala kasinomagnaten Stanley Ho hade på den lokala kasinomarknaden, när den macaoiska regeringen luckrade upp den och lät utländska kasinoföretag att få etablera sig. Sands var snabba på att lämna in ansökan om att få spellicens i Macao. Sands fick tillåtelse och började uppföra Sands Macao året därpå. Adelson insåg att potentialen i Macao rörande hasardspel var stor och där han uppskattade att minst tre miljarder människor bodde uppemot fem och halv timme restid ifrån Macao, lika långt mellan städerna Las Vegas och New York, New York i USA. Sands Macao invigdes den 18 maj 2004 och kostade totalt 265 miljoner amerikanska dollar att uppföra, Sands fick tillbaka sin investering redan efter bara nio månader i drift.